# Enix
Enix, úplným názvem Enix Corporation (japonsky 株式会社エニックス Kabušiki-gaiša Enikusu) byla japonská společnost zabývající se vydavatelstvím počítačových her, videoher, Anime a Mangy se sídlem v Tokiu. Jejím zakladatelem byl v září 1975 Jasuhiro Fukušima. Mezi nejznámější série her, kterou Enix vydával, patří Dragon Quest.
Společnost zahájila činnost původně pod jménem Eidanša Bošú Service Center (株式会社営団社募集サービスセンター Kabušiki Gaiša Eidanša Bošú Sábisu Sentá) Později byl vybrán název Enix coby hříčka dvou slov: fénix (mytický pták) a ENIAC (první počítač). Do vývoje videoher a počítačových her se společnost pustila až v roce 1982 a do té doby fungovala jako vydavatel bulvárních médií. Společnost Enix zanikla 1. dubna 2003 fúzí s konkurenční společností Square a vzešla tím firma Square Enix, jež je oficiálním nástupcem Enixu.

## Videohry a počítačové hry vydané Enixem
- Dragon Quest (1986)
- ActRaiser (1990)
- Soul Blazer (1992)
- Illusion of Gaia (1993)
- Star Ocean (1996)
- Tomb Raider III (1999)
- Grandia II (2002)
- Robot Alchemic Drive (2002)